# 고지라의 역습
《고지라의 역습》(ゴジラの逆襲)은 1955년에 개봉된 영화이다.

## 출연

### 주연
- 코이즈미 히로시
- 와카야마 세츠코

### 조연
- 치아키 미노루
- 시무라 타카시
- 시미즈 마사오
- 사와무라 소노스케

## 기타
- 원작자: 시게루 카야마
- 미술: 아베 테루아키